# Philipp Menczel
Philipp Menczel (geb. 1872 in Skala, Galizien; gest. 26. Oktober 1941, Newark, Vereinigte Staaten) war ein altösterreichischer Rechtsanwalt, Journalist, Herausgeber und Zionist, der in Czernowitz und Wien wirkte. Er war der Herausgeber der Czernowitzer Allgemeinen Zeitung, einer der führenden deutschsprachigen Tageszeitungen in Czernowitz (Bukowina).

## Leben
Menczel wurde 1872 in Skala, Galizien, in eine jüdische Familie geboren. Er studierte Jura in Czernowitz und Wien. Als Student war er „ein intimer Mitarbeiter Herzls und Delegierter des ersten Zionistenkongresses“. Mit der Wiener Studentenverbindung Kadimah als Vorbild gründeten Mayer Ebner, Philipp Menczel, Isak Schmierer und Josef Bierer in Czernowitz 1891 die Hasmonea. 1914 kam Philipp Menczel in russische Kriegsgefangenschaft, wo er in mehreren Etappen bis Narym kam und berichtet darüber in seinem Buch Als Geisel nach Sibirien verschleppt (Ullstein-Kriegsbücher). In Wien war er Mitarbeiter der Neuen Freien Presse und des Neuen Wiener Tagblattes.
In seinem Buch Trügerische Lösungen. Erlebnisse und Betrachtungen eines Österreichers (1932) berichtet Menczel über seine Aufenthalte und Gespräche in Czernowitz, Triest, Russland, Sibirien, Böhmen, Skandinavien, Schweden, Dänemark, Ukraine und Wien vor, während und nach dem Ersten Weltkrieg.
Er galt darin und auch noch später als ein „eifriger Verteidiger der Doppelmonarchie und des Gedankens einer neuen Donauföderation“.
Er emigrierte todkrank über die Schweiz in die USA, wo er am 26. Oktober 1941 in Newark (N. J.) verstarb.

## Publikationen (Auswahl)
- Als Geisel nach Sibirien verschleppt (= Ullstein-Kriegsbücher. Nr. 26). Ullstein, Berlin/Wien 1916 (Digitalisat – Inhalt u. a.: Die Russen-Invasion in Czernowitz; Auf dem Etappenweg nach Sibirien; Der sibirische Sommer).
- Trügerische Lösungen. Erlebnisse und Betrachtungen eines Österreichers. DVA, Stuttgart 1932.
- An der Bruchlinie Europas. Erfahrungen und Erkenntnisse eines Altösterreichers. Hrsg.: Raimund Lang (= Czernowitzer kleine Schriften. Band 26). Traditionsverband Katholische Czernowitzer Pennäler, Innsbruck 2012, ISBN 978-3-902368-32-4.